# وفاق النواصر الرياضية
 جمعية وفاق النواصر الرياضية  و (بالفرنسية: ASSOCIATION WIFAQ NOUACEUR SPORTIVE ), وغالباً ما يعرف اختصاراً باسم  وفاق النواصر  (بالفرنسية: A.W.N.S)، هو نادٍ رياضي مغربي من جهة الدار البيضاء سطات وبالتحديد في زاوية النواصر من إقليم النواصر
وقد تأسس يوم 25 مايو 2006 ويمارس النادي في عصبة الدار البيضاء بطولة القسم الشرفي الثاني

## طقم الفريق

### الموسم الحالي (2017 - 2018)
- اللاعبين

| الطقم الأساسي |

- حارس المرمى

| الطقم الأساسي | الطقم الإحتياطي |

### موسم (2016 - 2017)
- اللاعبين

| الطقم الأساسي | الطقم الإحتياطي | الطقم الثالث |

- حارس المرمى

| الطقم الأساسي | الطقم الإحتياطي |